# Lukas Nottbeck
Lukas Nottbeck (* 22. Oktober 1988 in Datteln) ist ein deutscher Fußballspieler. Er wird im Mittelfeld meist als Sechser eingesetzt, kann dort aber auch offensiver agieren.

## Laufbahn
Nottbeck spielte in der Jugend für den FC Schalke 04, Rot Weiss Ahlen und den 1. FC Köln. Sowohl bei den Ahlenern als auch bei den Kölnern kam er in der A-Junioren-Bundesliga zum Einsatz. Zum Eintritt in den Seniorenbereich wurde er in der Saison 2007/08 in den Kader der zweiten Mannschaft Kölns aufgenommen, mit der er zunächst in der Oberliga Nordrhein antrat und die Qualifikation zur neu geschaffenen dreigleisigen Regionalliga erreichte. Dort war er bis zu zwei Operationen am Sprunggelenk Stammspieler und erhielt schließlich einen bis 2011 datierten Profivertrag. In der ersten Hälfte der Bundesliga-Saison 2009/10 wurde er jedoch in keinem Pflichtspiel eingesetzt, sodass er in der Winterpause für ein halbes Jahr an die Zweitvertretung von Borussia Dortmund ausgeliehen wurde, um Spielpraxis zu erhalten. Am 7. Februar 2010 debütierte er für diese in der ersten Partie nach seinem Wechsel – beim 2:1-Auswärtssieg bei den Kickers Offenbach, wobei er durchspielte.
Zur Saison 2010/11 erhielt Nottbeck dann einen Vertrag bei der TuS Koblenz. Beim Absteiger aus der 2. Bundesliga unterschrieb er für zwei Jahre, doch mit einer Bänderverletzung im Frühjahr 2011 fiel er für den Rest der Saison aus. Zur Spielzeit 2011/12 wechselte er daraufhin zum Regionalligaaufsteiger SC Fortuna Köln. Mit der Fortuna scheiterte er in der Saison 2012/13 als Tabellenzweiter knapp am Aufstieg in die 3. Liga. Zur Saison 2013/14 wechselte er zum Lokalrivalen FC Viktoria Köln.